# Dauria

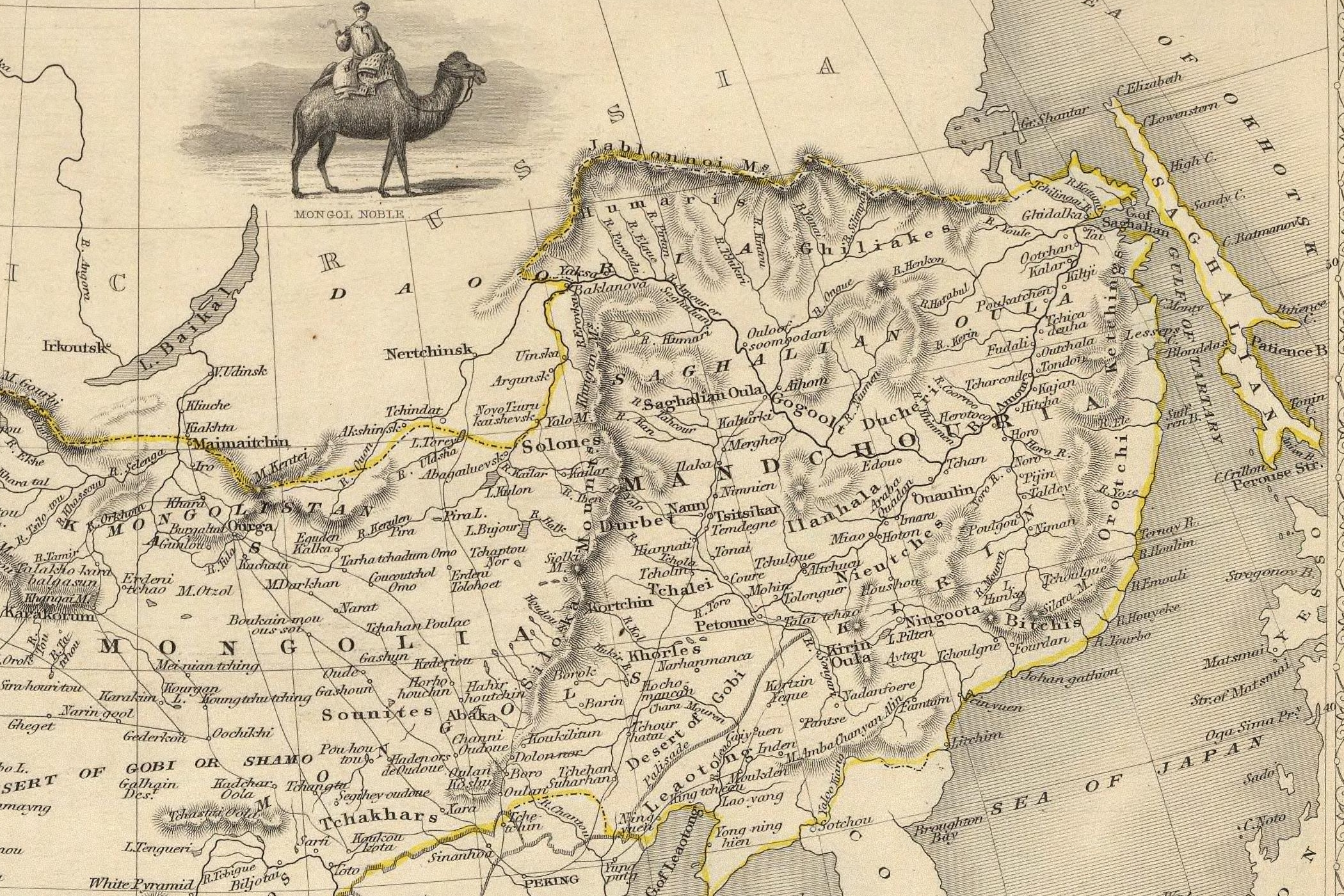
Dauria (Daooria) w XIX w. na pograniczu Rosji i Chin – mapa Johna Tallisa z 1851 roku

Dauria (ros. Даурия, Даурская земля) — kraina historyczna Rosji na Syberii Wschodniej, południowa część Zabajkala.

Jej tereny obecnie wchodzą w skład Buriacji i Kraju Zabajkalskiego.
Do XVII wieku Rosjanie określali ten obszar jako Zachodnie Przyamurze (ros. Западная часть Приамурья), obecna nazwa pochodzi od Daurów (Dagurów), którzy w tamtym okresie zamieszkiwali nad górnym Amurem oraz w  dolinach Szyłki i Zei. W carskiej Rosji administracyjnie Dauria była obwodem ze stolicą w Nerczyńsku, następnie w Czycie. W latach 1920–1922 wchodziła w skład Republiki Dalekiego Wschodu.
Geograficznie Dauria dzieli się na trzy części:
- Dauria Bajkalska – na północ od Gór Jabłonowych
- Dauria Selengijska – na południe od Gór Jabłonowych i na wschód od Selengi
- Dauria Nerczyńska – na wschód od Gór Jabłonowych.

Na terenie Daurii w Kraju Zabajkalskim znajduje się Daurski Rezerwat Biosfery.